# رمه (فیلم ۱۹۷۸)
رمه (ترکی استانبولی: Sürü) یک فیلم به کارگردانی ییلماز گونی است که در سال ۱۹۷۸ منتشر شد.